# Lijst van burgemeesters van Stein (Limburg)
Dit is een lijst van burgemeesters van de Nederlandse gemeente Stein in de provincie Limburg.
| Ambtsperiode                     | Naam burgemeester             | Partij of stroming | Bijzonderheden |
| -------------------------------- | ----------------------------- | ------------------ | -------------- |
| 1799 - 1801                      | J. P. Rooth                   |                    |                |
| 1801 - 1813                      | H. Ceulen                     |                    |                |
| 1813 - 1819                      | E. Jacquet                    |                    |                |
| 1819 - 1825                      | A. Brouns                     |                    |                |
| 1825 - 1826                      | P. C. Dolmans                 |                    |                |
| 1826 - 1830                      | J. W. Boots                   |                    |                |
| 1830 - 1836                      | J. Buskens                    |                    |                |
| 1836 - 1837                      | A. Driessen                   |                    |                |
| 1837 - 1840                      | J.. W. Kamps                  |                    |                |
| 1841 - 1844                      | E. Smitshuijzen               |                    |                |
| 1844 - 1847                      | P. Brouns                     |                    |                |
| 1847 - 1853                      | H. Janssen                    |                    |                |
| 1853 - 1881                      | M. Vaessen                    |                    |                |
| 1881 - 1899                      | L. Goossens                   |                    |                |
| 1899 - 1913                      | A.M. Brouns                   |                    |                |
| 1913 - 1936                      | F.P. Bruijsten                |                    |                |
| 1936 - 1968                      | Renier (R.V.H.M.) Corten      |                    |                |
| 1968 - 1982                      | Hans (J.L.J.M.) Coenders      | KVP / CDA          |                |
| 1982 - 1987                      | Hub (H.Th.) Vrouenraets       | CDA                |                |
| 1987 - 2004                      | Ed (E.W.M.) Meijer            | CDA                |                |
| 2004 - 22 maart 2013             | Anton (A.C.) Barske           | GroenLinks         |                |
| 2 april 2013 - 25 september 2013 | Ger (G.P.J.) Koopmans         | CDA                | waarnemend     |
| 26 september 2013 - heden        | Marion (M.F.H.) Leurs-Mordang | PvdA               |                |